# Костин, Иван Иванович
Иван Иванович Костин (1914-1989) — подполковник Советской Армии, участник Великой Отечественной войны, Герой Советского Союза (1944).

## Биография
Иван Костин родился 23 декабря 1914 года в селе Апальково (ныне — Кромской район Орловской области). После окончания семи классов некоторое время учился в железнодорожном техникуме. Работал на шахте в Донбассе. В сентябре 1938 года Костин был призван на службу в Рабоче-крестьянскую Красную Армию. Окончил пехотное училище и курсы «Выстрел». С апреля 1942 года — на фронтах Великой Отечественной войны. К сентябрю 1943 года гвардии капитан Иван Костин командовал батальоном 29-го гвардейского стрелкового полка 12-й гвардейской стрелковой дивизии 61-й армии Центрального фронта. Отличился во время битвы за Днепр.
Батальон Костина в ночь с 28 на 29 сентября 1943 года успешно переправился через Днепр в районе деревни Глушец Лоевского района Гомельской области Белорусской ССР и захватил плацдарм на его западном берегу, после чего отразил 14 вражеских контратак.
Указом Президиума Верховного Совета СССР «О присвоении звания Героя Советского Союза генералам, офицерскому, сержантскому и рядовому составу Красной Армии» от 15 января 1944 года за «образцовое выполнение боевых заданий командования по форсированию реки Днепр и проявленные при этом мужество и героизм» гвардии капитан Иван Костин был удостоен высокого звания Героя Советского Союза с вручением ордена Ленина и медали «Золотая Звезда».
После окончания войны Костин продолжил службу в Советской Армии. В 1956 году в звании подполковника он был уволен в запас. Проживал в городе Калининграде Московской области, работал на Мытищинском машиностроительном заводе. Умер 21 мая 1989 года, похоронен на Невзоровском кладбище в городе Ивантеевка.
Был также награждён орденом Отечественной войны 1-й степени и двумя орденами Красной Звезды, рядом медалей.